# Andrei Troixev
Andrei Nikolaievitx Troixev (en rus: Андрей Николаевич Трошев) (Leningrad, Unió Soviètica, 5 d'abril de 1962) és un coronel retirat rus, antic oficial del Ministeri de l'Interior de la Federació Russa, participant actiu en la guerra afgano-soviètica, en la segona guerra de Txetxènia i en la intervenció militar russa a Síria. Fou guardonat com a Heroi de la Federació Russa.
Després de tornar a Rússia, va començar a treballar per a l'empresa militar privada Grup Wagner amb càrrecs executius havent-se-li atribuit el lideratge de tota aquesta empresa. Va ser un dels líders del Grup Wagner a Síria, pel qual la UE el va posar a la seva llista de sancions el desembre del 2021. El 29 de setembre de 2023, després de la mort de Ievgueni Prigojin, Vladímir Putin el va comissionar per supervisar les unitats de combatents voluntaris a Ucraïna.